# سیاه‌مرغ فوربز
سیاه‌مرغ فوربز (نام علمی: Anumara forbesi) نام یک گونه از تیره سیاه‌پره‌ایان است.